# Tricyphona (Tricyphona) xanthoptera
Tricyphona (Tricyphona) xanthoptera is een tweevleugelige uit de familie Pediciidae. De soort komt voor in het Oriëntaals gebied.